# یاش پال
 یاش پال (انگلیسی: Yash Pal؛ زاده ۲۶ نوامبر ۱۹۲۶) یک دانشمند اهل هند است.